# Кавриља-Монастеро
Кавриља-Монастеро (итал. Cavriglia-Monastero) је насеље у Италији у округу Арецо, региону Тоскана.
Према процени из 2011. у насељу је живело 2195 становника. Насеље се налази на надморској висини од 286 м.

## Становништво
| 1936. | 1951. | 1961. | 1971. | 1981. | 1991. | 2001. | 2011. |
| ----- | ----- | ----- | ----- | ----- | ----- | ----- | ----- |
| 8.969 | 9.474 | 7.834 | 6.093 | 5.950 | 6.740 | 7.808 | 9.458 |